# Dee Dee Sharp
Dee Dee Sharp (nata Dione LaRue; Filadelfia, 9 settembre 1945) è una cantante statunitense.

## Discografia parziale
Album
- 1962 - It's Mashed Potato Time
- 1962 - Songs of Faith
- 1962 - Down to Earth (con Chubby Checker)
- 1963 - Do the Bird
- 1963 - Down Memory Lane
- 1963 - Wild
- 1975 - Happy 'Bout the Whole Thing
- 1977 - What Color Is Love (a nome Dee Dee Sharp Gamble, con Kenneth Gamble)
- 1980 - Dee Dee

Singoli
- 1962 - Mashed Potato Time
- 1962 - Slow Twistin'
- 1962 - Ride!